# Orquestra Sinfônica Nacional da Colômbia
A Orquestra Sinfónica (português europeu) ou Sinfônica (português brasileiro) Nacional da Colômbia (em castelhano:  Orquesta Sinfónica Nacional de Colombia) (OSNC) é uma orquestra sinfónica colombiana fundada em 2003, por causa da dissolução da Orquestra Sinfônica da Colômbia em dezembro de 2002. A Sinfônica da Colômbia estava em operação desde 1952, mantida graças ao governo da Colômbia e foi dissolvida como parte de um extenso plano de privatização. A Orquestra Sinfônica Nacional Colombiana faz parte da Associação Nacional de Música Sinfônica, uma organização sem fins lucrativos que recebe ajuda do governo colombiano.
De 2003 a 2007, a direção artística da orquestra ficou dividida entre três diretores musicais: Luis Biava, que foi o maestro da Orquestra da Filadélfia até 2004; Alejandro Posada, diretor musical da Orquestra Sinfônica de Castilla e Leon; e Eduardo Carrizosa, que foi o maestro assistente da Orquestra Filarmônica de Bogotá, até 2003. Em 2007 a orquestra começou a planejar um novo método de direção, e abriu processo de escolha para um novo maestro residente e diretor artístico. Em Outubro de 2008, Baldur Brönnimann foi apontado como Maestro Residente e Diretor Artístico. A OSNC está ao lado da Orquestra Filarmônica de Bogotá, como uma das melhores orquestras da Colômbia.

## Diretores musicais
- Luis Biava
- Alejandro Posada
- Eduardo Carrizosa
- Baldur Brönnimann